# X-Men '97
X-Men '97 is een animatieserie van de Amerikaanse streamingdienst Disney+, gebaseerd op het Marvel Comics-superheldenteam X-Men. Het is een voortzetting van X-Men: The Animated Series (1992–1997). De X-Men komen voor nieuwe uitdagingen te staan na het verlies van hun leider, professor Charles Xavier. X-Men '97 wordt geproduceerd door Marvel Studios Animation, met Beau DeMayo als hoofdschrijver voor de eerste twee seizoenen en Jake Castorena als toezichthoudende regisseur.
Ray Chase, Jennifer Hale, Alison Sealy-Smith, Cal Dodd, J.P. Karliak, Lenore Zann, George Buza, A.J. LoCascio, Holly Chou, Isaac Robinson-Smith, Matthew Waterson, Ross Marquand (Xavier) en Adrian Hough spelen de hoofdrollen als leden van de X-Men. Sealy-Smith, Dodd, Zann, Buza en Hough herhaalden hun rollen uit de oorspronkelijke serie, net als Christopher Britton. Enkele acteurs uit de originele serie (Catherine Disher, Chris Potter, Alyson Court, Lawrence Bayne en Ron Rubin) keerden terug om nieuwe personages in te spreken. 
De voortzetting werd voor het eerst besproken in juni 2019 en formeel aangekondigd in november 2021, met DeMayo en Catorena eraan verbonden. Chase Conley en Emi Yonemura regisseerden ook afleveringen. DeMayo werd in maart 2024 ontslagen als hoofdschrijver nadat hij het werk aan de eerste twee seizoenen had voltooid. De serie is het eerste X-Men-project van Marvel Studios nadat het bedrijf de film- en televisierechten voor de personages terugkreeg. De animatie werd verzorgd door Studio Mir en Tiger Animation en is een gemoderniseerde versie van de stijl van de oorspronkelijke serie. X-Men '97 ging in première op 20 maart 2024, met de eerste twee afleveringen. De rest van het eerste seizoen met tien afleveringen wordt wekelijks uitgebracht tot 15 mei. Een tweede seizoen is in productie en een derde is in ontwikkeling.

## Verhaal
X-Men '97 vervolgt het verhaal van X-Men: The Animated Series (1992–1997). In beide series zijn mutanten mensen geboren met bovenmenselijke vermogens die zich doorgaans manifesteren tijdens de puberteit. De X-Men zijn een team van gemuteerde superhelden opgericht door Professor Charles Xavier om zowel mutanten als mensen te beschermen. Aan het einde van The Animated Series sterft Xavier bijna tijdens een moordaanslag en wordt hij naar de ruimte gebracht om te worden genezen door het buitenaardse Shi'ar rijk. X-Men '97 begint een jaar later en ziet de X-Men voor nieuwe uitdagingen staan zonder Xavier, onder leiding van hun voormalige tegenstander Magneto.